# Arte contextual
El arte contextual es comprendido como el conjunto de formas de expresión que entienden la creación de las obras directamente conectadas a un sujeto que vive en la historia inmediata y que difieren generalmente con la forma tradicional de comprender y expandir el arte. Se trata de prácticas que en su mayoría llaman a la participación activa del espectador situándolo ante un arte de intervención, un arte comprometido de carácter activista, que se apodera del espacio urbano o del paisaje y trabaja en conjunto con la gente que lo habita.
Está estrechamente ligado con el arte público ya que como éste, en líneas generales, busca repensar las dicotomías de artista-espectador, cuestionando el aislamiento en espacios tradicionales para el arte (museos, galerías), desfigurando el rol del artista como autor, repensando el papel del arte en la sociedad y desplegando estrategias creativas, de crítica o denuncia social.
El arte de contexto se re-apropia de elementos que aparecen en los códigos normales de la sociedad occidental, cuestionando así sus significados para denunciar situaciones de exclusión social, represión política o lo paradójico del sistema. Se juega así con diversos elementos, poniendo en escena posturas incoherentes, hasta llegar a veces a propiciar un arte que revela el desfase y que genera efectos inesperados capaces de remover la dura costra de lo que llamamos realidad.  				
Happenings, Street art, performances públicos, proyectos participativos, prácticas de intervención de carácter activista o relacional, son formas que están relacionadas con la estética contextual y que se caracterizan por el enfoque otorgado al contexto y su evidente correspondencia con la realidad, convirtiéndose en productores de acontecimientos que renuevan la relación entre el arte y la sociedad.

## Recorrido histórico
Estas prácticas artísticas tienen su punto de partida en las primeras vanguardias del siglo XX sobre todo la rusa, pasando por el Dadá y desplegándose especialmente a partir de los años sesenta con la aparición de Fluxus, del Happening, del arte conceptual y sobre todo, por el creciente distanciamiento/cuestionamiento del “mundo del arte”.
En el año 1976 el artista polaco Jan Swidzinski instala el término a través de su manifiesto El Arte como Arte Contextual anticipando esta categoría artística. Esta nueva recalificación del arte, hace referencia en Swidzinski a una práctica, -la suya-, imbricada en la realidad.
Desde estas nuevas perspectivas, el espacio del museo, la galería, el mercado, la colección, se convertían para algunos artistas en lugares y proposiciones demasiado constreñidas, limitantes, con el proyecto creativo. De este modo, hay un intento por desmarcarse de la manera clásica de asumir el espacio artístico con el deseo de expandir las barreras espacio temporales entre creación y percepción de sus proyectos, así como una búsqueda de una relación más cercana entre el artista y el espectador.
A partir de los años noventa tiene lugar la gestación de una red relativamente amplia de prácticas artísticas socialmente articuladas, cuyas relaciones se pueden vincular con movimientos sociales, con comunidades vecinales, con movimientos anti o alterglobalización.

## Artistas y colectivos
Artistas como Matta-Clark, Suzanne Lacy, Francis Alÿs, han desarrollado procesos estéticos que buscan insertarse dentro de las relaciones sociales de un orden socioeconómico determinado. 	
- Grupo C.A.D.A.

- Grupo El Sindicato

- Boa Mistura

- Grupo de Arte Callejero

- Agroarte Colombia

- Mapa Teatro

- Proyecto Binario